# Liolaemus andinus
Liolaemus andinus este o specie de șopârle din genul Liolaemus, familia Tropiduridae, descrisă de Koslowsky 1895.

## Subspecii
Această specie cuprinde următoarele subspecii:
- L. a. andinus
- L. a. poecilochromus